# 塩谷孝信
塩谷 孝信（しおのや たかのぶ、生年不詳 - 天正14年2月2日（1586年3月21日））は、下野国塩谷郡の戦国武将。弥七郎、安房守。別称として塩谷朝吉、塩谷惟吉、塩谷義上。父は塩谷孝綱、養父に塩谷惟朝、兄に塩谷義孝、子に塩谷惟久がいる。

## 経歴

### 前半生
塩谷孝綱の子として生まれる。生年及び第何子かは不明だが、兄には義孝、義尾がいる。のちに、喜連川塩谷氏の養子となり家督を継ぐ。この時期については、具体的には不明だが、喜連川塩谷氏の系図には、永禄元年（1558年）に孝信が養父の惟朝とともに喜連川に牛頭天王を建立したとの記述がある事から、この頃にはすでに養子となっており、また記述が「同（塩谷）安房守朝吉」となっている事から、この時には相応の年齢に達して元服しており、家督は、惟朝が没する永禄6年（1563年）4月7日までには継いでいたものと考えられている。

### 兄義孝殺害
永禄7年（1564年）10月7日の夜、孝信は精鋭の16騎の家来とともに、実家である塩谷氏の居城川崎城に侵入し、実家の家督を継いでいた兄の義孝を殺害し、川崎城を占領した。これは、孝信の妻が、那須氏の重臣大関氏の娘で、当時、塩谷氏と那須氏は対立しており、那須氏に加担して起こした事件であった。この時、孝信は、予め川崎城の大手門の門番である木村和泉に内通し、木村和泉の手引きにより、難なく川崎城に侵入した。木村和泉は、川崎城の支城である沢村城の城代を務めたほどの重臣で、義孝も長刀を振るい奮戦したが、信頼していた重臣に裏切られては為す術がなかった。
この時、義孝の子である弥六郎も城にいたが、重臣の大沢隼人康勝に救出され、同じく重臣の山本上総介義宗の宇都野城に逃れているが、2年後の永禄9年（1566年）、弥六郎は、那須氏と和睦し、その那須氏と主家である宇都宮氏、さらに宇都宮氏の同盟国である佐竹氏の支援を得て、孝信の篭る川崎城を百日あまり攻め、孝信は川崎城を落ち延びている。

### 後半生
義孝殺害の後、孝信は完全に那須方になり、宇都宮氏や塩谷氏と対立を続けた。天正13年（1585年）3月25日の宇都宮氏と塩谷氏の連合軍と那須氏が激突した薄葉ヶ原の戦いでも、那須方につき、孝信は100騎の軍勢を率いて参戦し、那須氏の勝利に貢献している。その翌年に孝信は没する。

## 参考資料
- 矢板市史
- 喜連川町史